# Derby Lorrain
Derby Lorrain là một trận đấu bóng đá giữa 2 câu lạc bộ của Pháp là Metz và Nancy. Tên của trận derby bắt nguồn từ việc Metz và Nancy là hai câu lạc bộ lớn ở Pháp nằm ở khu vực cũ của Lorraine.